# Spasi Sofia
Spasi Sofia (bułg. Спаси София) – ruch miejski działający od 2015 w stolicy Bułgarii – Sofii.
Stowarzyszenie zajmuje się monitorowaniem działalności władz oraz administracji miasta, podnoszeniem publicznej świadomości na temat problemów Sofii. Skupia się na takich kwestiach jak: transport miejski, zieleń publiczna, planowanie przestrzenne, korupcja. 
Podczas wyborów samorządowych w 2019 kandydat Spasi Sofia na burmistrza, Boris Bonev, zdobył 10,77% głosów i zajął czwarte miejsce. Zdobył mandat radnego. 
W Polsce Spasi Sofia zyskało rozgłos w 2018, kiedy podczas kampanii przed wyborami samorządowymi Patryk Jaki udał się w podróż do Sofii, żeby porównać tamtejsze rozwiązania z warszawskimi. Aktywiści Spasi Sofia we współpracy z warszawskim ruchem Miasto Jest Nasze podczas konferencji prasowej Jakiego obalili jego argumentację. 